# Ройтер, Людвиг фон
Людвиг фон Ройтер (нем. Ludwig von Reuter; 9 февраля 1869, Губен, Пруссия — 18 декабря 1943, Потсдам) — германский военно-морской деятель, вице-адмирал. Известен затоплением кораблей Флота открытого моря (1919).

## Биография
Родился в семье с давними военными традициями. Во время Первой мировой войны командовал крейсерами в составе германского ВМФ.
С 11 сентября 1916 года — командир 2-й разведывательной группы (в марте — мае 1916 года — исполняющий обязанности). 26 ноября 1916 года произведён в контр-адмиралы.
С 22 января 1918 года назначен 2-м командующим 1-й разведывательной группой, в феврале и августе 1918 года замещал адмирала Франца фон Хиппера на посту командующего лёгкими силами флота.
С 11 августа 1918 года — первый командующий разведывательными силами флота и командующий 1-й разведывательной группой.
Стал последним командующим германским Флотом открытого моря, сменив во 2-й половине ноября 1918 года адмирала фон Хиппера.
После ноябрьской революции в Германии и падения имперского правительства (9 ноября 1918 года), Первая мировая война была уже фактически закончена и крах был неизбежен, а флот находился на грани восстания.
После капитуляции Германии по приказу из Берлина по условиям перемирия, флот открытого моря под командованием Л. фон Ройтера должен был быть интернирован на базе британских Королевских ВМС Скапа-Флоу на Оркнейских островах. В ходе «Операции ZZ» 21 ноября 1918 года 60 линейных кораблей Антанты эскортировали 11 линейных кораблей, 5 линейных крейсеров, 8 крейсеров и 48 эскадренных миноносцев Флота открытого моря на стоянку в Скапа-Флоу, где содержались более полугода, ожидая, пока победители решат их судьбу. На судах были оставлены немецкие экипажи, и без разрешения командующего контр-адмирала Людвига фон Ройтера, англичане не поднимались на борт немецких кораблей.
В преддверии окончания срока перемирия и подписания Версальского договора фон Ройтер, не без оснований опасаясь передачи германского флота союзникам, с целью не допустить этого, принял решение затопить свои корабли.
21 июня 1919 года контр-адмирал Людвиг фон Ройтер приказал командам затопить корабли, чтобы они не достались англичанам. Всего по его приказу был затоплен 51 германский корабль, в том числе, 10 линкоров, 5 линейных и 4 лёгких крейсера, 32 эсминца.
Несмотря на всю тяжесть ситуации, своим поведением Людвиг фон Ройтер смог заслужить уважение не только собственных подчинённых, но и англичан. 21 июня 1919 года он сдал командование и отбыл в Германию, где был встречен как национальный герой.
Через пять месяцев после возвращения из Англии, фон Ройтеру было предложено подать в отставку из состава ВМФ. Версальский договор вынудил Германию резко уменьшить свой флот, оставшись без соответствующей команды, и учитывая звание и возраст, фон Ройтер ушёл из флота.
Переехав в Потсдам, стал советником. Написал книгу о затоплении флота открытого моря.
29 августа 1939 года, в честь юбилея битвы при Танненберге, был произведён в чин полного адмирала.
Умер в Потсдаме от сердечного приступа 18 декабря 1943 года.

## Награды
- Орден Красного орла 2-го класса с дубовыми листьями и мечами (Королевство Пруссия)
- Орден Короны 2-го класса (Королевство Пруссия)
- Железный крест (1914) 2-го и 1-го класса (Королевство Пруссия)
- Королевский орден Дома Гогенцоллернов рыцарский крест с мечами
- Крест «За выслугу лет» (за 25 лет беспорочной службы) (Королевство Пруссия)
- Орден «За военные заслуги» 3-го класса с короной и мечами (Королевство Бавария)
- Ганзейский крест Гамбурга
- Крест Фридриха Августа 1-го класса (Великое герцогство Ольденбург)
- Орден Альбрехта командорский крест 2-го класса (Королевство Саксония)